# 545 v. Chr.
Portal Geschichte | Portal Biografien | Aktuelle Ereignisse | Jahreskalender | Tagesartikel

◄ |
7. Jahrhundert v. Chr. |
6. Jahrhundert v. Chr. |
5. Jahrhundert v. Chr. |
►

◄ | 560er v. Chr. | 550er v. Chr. | 540er v. Chr. | 530er v. Chr. |
520er v. Chr. |
►

◄◄ | ◄ | 548 v. Chr. | 547 v. Chr. | 546 v. Chr. | 545 v. Chr. |
544 v. Chr. |
543 v. Chr. |
542 v. Chr. |
► |
►►

## Ereignisse

### Wissenschaft und Technik
- Im babylonischen Kalender fällt das babylonische Neujahr des 1. Nisannu auf den 1.–2. April[1]; der Vollmond im Nisannu auf den 16.–17. April[1] und der 1. Tašritu auf den 26.–27. September[1].[2]

### Kultur
- um 545/540 v. Chr.: Der attische Töpfer und Vasenmaler Exekias schafft eine Halsamphora.
- ab etwa 545 v. Chr. ist der Töpfer Nikosthenes in Athen schöpferisch tätig.